# 新千葉站
新千葉站（日语：／ Shin-Chiba eki */?）是位於日本千葉縣千葉市中央區登戶，屬於京成電鐵千葉線的鐵路車站。車站編號是KS58。

## 年表
- 1923年（大正12年）7月24日 - 車站啟用。

## 車站構造
本站是相對式月台2面2線地面車站。
剪票口在上行線月台。兩月台有天橋連通，但沒有電梯或電扶梯。

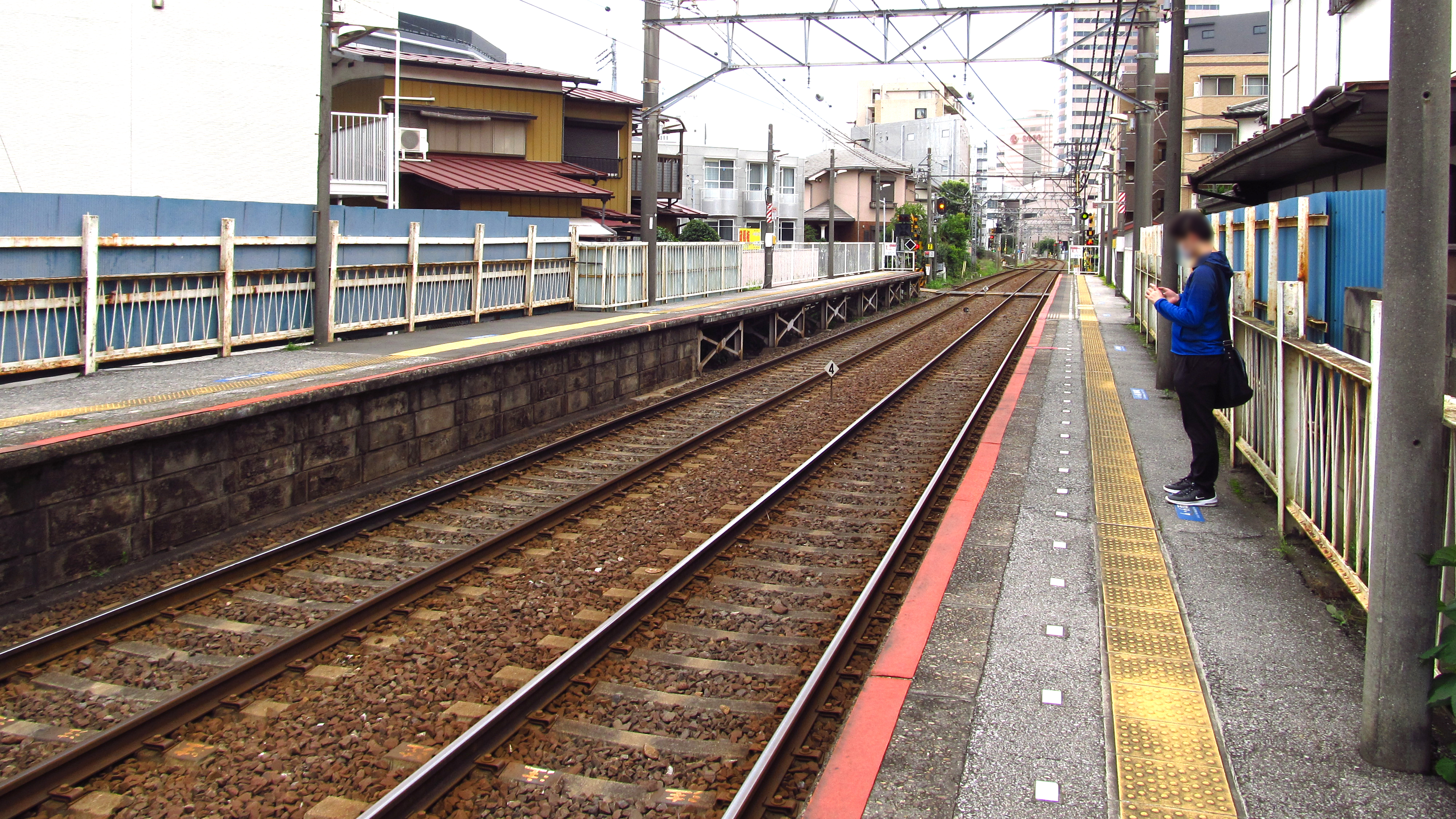
月台（2020年7月）

廁所在上行線中央。
| 月台 | 路線   | 方向 | 目的地                              |
| ---- | ------ | ---- | ----------------------------------- |
| 1    | 千葉線 | 下行 | 津田沼、上野、 成田機場、松戶線方向 |
| 2    | 千葉線 | 上行 | 千葉中央、千原台方向                |

- 月台（2020年7月）

## 使用情況
2016年度一日平均上下車人次為1,792人，京成線內69個車站當中排行第65位。此站雖然接近千葉站，但很少乘客上下車。
近年一日平均上車人次推移如下表。
| 年度               | 一日平均 上下車人次 | 一日平均 上車人次 |
| ------------------ | ------------------- | ----------------- |
| 2003年（平成15年） | 1,070               | 505               |
| 2004年（平成16年） | 1,159               | 526               |
| 2005年（平成17年） | 1,141               | 521               |
| 2006年（平成18年） | 1,128               | 519               |
| 2007年（平成19年） | 1,200               | 554               |
| 2008年（平成20年） | 1,270               | 587               |
| 2009年（平成21年） | 1,375               | 641               |
| 2010年（平成22年） | 1,446               | 672               |
| 2011年（平成23年） | 1,420               | 662               |
| 2012年（平成24年） | 1,523               | 712               |
| 2013年（平成25年） | 1,591               | 752               |
| 2014年（平成26年） | 1,601               |                   |
| 2015年（平成27年） | 1,727               |                   |
| 2016年（平成28年） | 1,792               |                   |

## 駅周辺
- 東日本旅客鐵道（JR東日本）千葉站 - 從鄰站京成千葉站前往較近。
- 登渡（とわたり）神社（日语：登渡神社）（通稱：登戶神社） - 葛飾北齋《富嶽三十六景》之一的「登戶浦」所在地。
- 千葉市立登戶小學校（日语：千葉市立登戸小学校）
- 國道14號
- 新千葉郵便局
- 千葉縣農業會館
- 千葉銀行本店
- HelloWork千葉（公共職業安定所）

## 相鄰車站
京成電鐵
 千葉線
西登戶（KS57）－新千葉（KS58）－京成千葉（KS59）

## 外部連結
- 新千葉｜電車與車站資訊｜京成電鐵
- 新千葉站PDF - 京成電鐵